# 古代オリエントの用語一覧
古代オリエントの用語一覧 (こだいオリエントのようごいちらん) は、古代オリエント世界に関する用語や人名の索引である。
- 関連する一覧
  - 古代オリエントの地名一覧
  - 聖書の人物については代表的なものにとどめる。聖書の登場人物の一覧を参照。
  - 古代エジプトについては、ファラオに王名表がある。
  - 中東の民族の一覧
  - 言語の分類一覧

## ア行
- アガデ - アッカドの中心地。
- アケメネス朝 - ペルシア王国
- アシュールウバッリト1世 - アッシリア王
- アッカド
- アッカド語
- アッシュール - アッシリアの都。
- アッシュールバニパル - アッシリア王。王の図書館。
- アッシリア
- アッシリア学 - 楔形文字文献を扱う学問分野。
- アテン - エジプト神話
- アナトリア半島
- アブシンベル神殿 - 古代エジプト
- アフロ・アジア語族
- アヴェスター語
- アマルナ
  - アマルナ文書
- アムル人
- アメンホテプ4世 - 古代エジプト王
- アモリ人
- アラマイ語 → アラム語
- アラム語 - 古代の国際語。
- アラム文字
- アルサケス朝 → パルティア
- アルファベット
- アルメニア
- アルメニア人
- アレクサンドリア - 都市名。
- アレクサンドリア図書館
- アレクサンドロス3世 - アレクサンダー大王
- 古代都市アレッポ - 都市名。
- アンマン - 現在、ヨルダンの首都
- イェリコ → エリコ
- イシュタル - バビロニア神話の女神、イシュタル門
- イシン - メソポタミアの都市。
- イスラエル
  - 古代イスラエル
  - イスラエルの歴史
- イスラエル王国
- イスラエルの失われた10支族
- イスラエル (民族)
- イラン高原
- 印鑑
- インド・イラン語派
- インド・ヨーロッパ語族
- 海の民 - 民族系統不明。
- ウガリット - 地中海沿岸の都市。
- ウガリット神話
- ウガリト文字
- ウバイド期
- ウラルトゥ - アナトリアに存在した国。
- ウラルトゥ語
- ウル - シュメールの都市。
- ウルク - シュメールの都市。
- ウル第三王朝
- ウンマ - シュメールの都市。
- エクタバナ - ペルシア帝国
- エーゲ文明 - 古代ギリシア
- 古代エジプト
- 古代エジプト美術
- エジプト学 - ヒエログリフ文献を扱う学問分野。
- エデンの園 - 旧約聖書
- エブラ
- エラム
- エラム語
- エリコ - 死海の北西にある遺跡。
- エリドゥ - シュメールの都市。
- エルサレム
- 王家の谷 - 古代エジプト
- オクシリンコス・パピルス - パピルスの文書
- オシリス - エジプト神話
- オベリスク - 古代エジプト
- オリエント
- オリエント学

## カ行
- カッシート
- カデシュの戦い
- カナン - 地名。
- ガラティア人
- カルケミシュ - 都市名。
- カルタゴ - フェニキアの植民市。
- カルナック
- カンビセス2世 - アケメネス朝ペルシア王
- キシュ - シュメールの都市。
- 旧約聖書
- キュロス
  - 大キュロス - キュロス2世、アケメネス朝ペルシア王
- ギリシア
  - 古代ギリシア
- ギリシア戦争
- ギリシャ文字
- ギルガメシュ叙事詩 - バビロニア神話
- 楔形文字
- クセルクセス
  - クセルクセス1世 - アケメネス朝ペルシア王
- クテシフォン - ペルシア帝国
- クフ - 古代エジプト王
- クレオパトラ7世 - 古代エジプト最後の女王。
- コイネー - ヘレニズム時代の国際語。
- 古代エジプト
- 古代ギリシア
- 古代ローマ

## サ行
- サウル - 古代イスラエル王
- ザグロス山脈 - イラン
- サッカーラ - 古代エジプト
- 砂漠化
- サマッラ期
- サマリア - ヨルダン川西岸地区の地名。
- サマリア人
- サルゴン - 曖昧。アッカド王、アッシリア王
- サルゴン2世 - アッシリア王
- ジェムデト・ナスル
- 死海
- 死海文書 - 聖書の写本
- ジグラッド → ジッグラト
- 死者の書
- ジッグラト
- シッパル - シュメールの都市。
- シドン - フェニキアの都市
- シナイ半島
- シバの女王
- シャルルキン - アッカドのサルゴン王
- 出エジプト記 - 旧約聖書
- シュメール
- シュルッパク - シュメールの都市。
- 歴史的シリア
- 新年際
- 新バビロニア
- スキタイ - 遊牧民族。
- スーサ - 都市名。エラム王国、アケメネス朝など。
- スフィンクス - 古代エジプト
- 世界の七不思議 - バビロンの空中庭園、ファロスの灯台など。
- セト - エジプト神話
- セミラミス - アッシリア女王。
- セム語派
- セム・ハム語族 - この言葉は現在用いられない。→ アフロ・アジア語族
- セレウコス朝
- センナケリブ - アッシリア王
- 創世記 - 旧約聖書
- ソドムとゴモラ - 旧約聖書
- ゾロアスター教
- ソロモン王 - 古代イスラエル王

## タ行
- ダビデ - 古代イスラエル王
- タブリーズ - 地名。
- ダマスカス → 古代都市ダマスカス
- ダリウス → ダレイオス
- ダレイオス1世 - アケメネス朝ペルシャ王
- ダレイオス3世 - アケメネス朝ペルシャ王
- チグリス川
- 中東
- ツタンカーメン - 古代エジプト
- ティグラト・ピレセル1世 - アッシリア王
- ティグラト・ピレセル3世 - アッシリア王
- ティルス - フェニキアの都市。
- テーベ - 古代エジプト
- テペ・ヒッサール
- デモティック - 古代エジプトの文字。
- テペ → テル
- テル - 丘を意味する。テペ。
- テル・サラサート

## ナ行
- ナイル川
- ナトゥフ期 (Natufian)
- ナボポラッサル - 新バビロニア王
- ナラム・シン - アッカド王
- ニサ - パルティアの都。
- ニップル - シュメールの都市。
- ニネヴェ - アッシリアの都市。
- ニムルド
- ヌビア遺跡
- ネコ2世 - 古代エジプト王
- ネフェルティティ - 古代エジプトのアメンホテプ4世の妃、ツタンカーメンの義母。
- ネブカドネザル2世 - 新バビロニア王
- ネムルト・ダー
- 粘土板
- ノアの方舟 - 旧約聖書、ギルガメシュ叙事詩

## ハ行
- ハッスナ期
- ハッティ - ヒッタイト
- ハットゥシャ
- ハトラ - 都市名。
- パピルス - 紙の一種。
- バビロニア
- バビロニア神話
- バビロン
- バビロン捕囚
- ハマト - ハマト王国、現在のハマー
- ハラフ期
- バベルの塔
- パルティア
- パレスチナ - 地名。
- ハンニバル - フェニキアの将。
- ハンムラビ
- ハンムラビ法典
- ヒエラティック - 古代エジプトの文字。
- ヒエログリフ - 古代エジプトの文字。
- ヒクソス
- ヒッタイト
- ヒッタイト語
- 日干しれんが → 煉瓦
- ビュブロス - フェニキアの都市。
- ピラミッド
- ファラオ
- フェニキア
- フェニキア文字
- プトレマイオス朝 - 古代エジプト
- フリュギア - 王国。
- フルリ人 → ミタンニ
- フルリ語
- 文明
- ベイルート
- ヘカトンピュロス - パルティアの都。
- ベヒスタン碑文 → ベヒストゥン碑文
- ベヒストゥン碑文
- ヘブライ語
- ヘブライ文字
- ヘリオポリス - 古代エジプトの都市。カイロ郊外。
- ペリシテ人
- ペルガモン
  - アッタロス朝ペルガモン王国
- ベルカプカプ - アッシリア王
- ペルシア語
- ペルシア戦争
- ペルシア帝国
- ペルセポリス - アケメネス朝ペルシャの都。
- ヘレニズム
- ヘロドトス - 古代ギリシアの歴史家。「エジプトはナイルのたまもの」
- ボアズキョイ - ヒッタイト
- ホルス - エジプト神話

## マ行
- マギ - メディア王国、アケメネス朝などの僧侶階級。
- マケドニア王国
- マナセ - ユダ王
- マリ王国
- ミタンニ
- ミトラ教
- ミトリダテス - 人物名。
- メギド
- メシャ碑文
- メディア王国
- メソポタミア
- メルブ遺跡 - アケメネス朝、シルクロード
- メロエ
- メンフィス - 古代エジプト
- モアブ碑 → メシャ碑文
- モーセ - 古代イスラエル預言者

## ヤ行
- 唯一神教
- 有翼人面牡牛
- ユダ王国
- ユダ族
- ユダヤ
- ユダヤ教
- ユダヤ人
- ユーフラテス川
- ヨルダン川

## ラ行
- ラー - エジプト神話の太陽神。
- ラガシュ - シュメールの都市
- ラピスラズリ - 宝石。交易品。
- ラムセス2世 - 古代エジプト王。
- ラルサ - シュメールの都市
- リディア - リディア王国
- ルーガルザゲシ -
- レバノン山脈
- レバノン杉 - 古代オリエント時代に大量伐採。大規模な環境破壊の1つ。
- レバント
- 煉瓦 (れんが) - 日干し煉瓦
- ロゼッタ・ストーン
- 古代ローマ

## 研究者など
- ハワード・カーター - ツタンカーメン王の墓の発見。
- ジャン＝フランソワ・シャンポリオン - ロゼッタ・ストーンの解読。
- ハインリヒ・シュリーマン - トロイの遺跡の発掘。
- 仁田三夫 - 写真家、考古学者。
- エドワード・ヒンクス - アッシリア学。
- ポール・エミール・ボッタ - ニネヴェの発見。
- トマス・ヤング - ロゼッタ・ストーンの解読。
- 吉村作治 - エジプト考古学。
- ヘンリー・ローリンソン - 楔形文字の解読。